# Grotte de la Serra
La grotte de la Serra est une grotte située sur le territoire de la commune de Charix (Ain).

## Présentation
Elle constitue la plus grande grotte de l'Ain ; sa longueur fut en effet estimée à plus de 3 000 mètres, dans les années 1960.